# Gerard Gohou
Gerard Bi Goua Gohou (Gagnoa, 1988. december 29. –) elefántcsontparti korosztályos válogatott labdarúgó, aki jelenleg a Kasımpaşa játékosa.

## Pályafutása

### Klubcsapatban
2004-ben került a JC Abidjan csapatához, ahol ekkor még csak az utánpótlás csapatokban szerepelt. 2008-ban került fel az első csapathoz. 2008 nyarán aláírt a marokkói Hassania Agadir együtteséhez, ahol az első szezonjában 13 bajnoki mérkőzésen 6 gólt szerzett. A következő szezonban 15 bajnokin 9 gólt szerzett és ezek után távozott a svájci Neuchâtel Xamaxhoz. Az átigazolási szerződést 2010. február 15-én írta alá, a fél szezon alatt 11 bajnokin 2 gólt és 2 gólpasszt jegyzett új csapatában. A következő szezonban is maradt a klubnál. 30 bajnokin 7 gólt szerzett, de a 6 kupa találkozón nem volt eredményes.
2011. július 28-án a török Denizlispor játékosa lett, négy éves szerződést írt alá. A Göztepe SK ellen góllal és gólpasszal mutatkozott be. 27 mérkőzésen 7 gólt szerzett, majd nem töltötte ki a szerződését és a szintén török Kayseri Erciyesspor klubjába igazolt. Az átigazolásban szerepet játszott korábbi edzője, Osman Özköylü. 19 góllal gólkirályi címet szerzett és csapatával megnyerték a bajnokságot, ezek ellenére nem hosszabbították meg a szerződését. 2013. július 5-én az orosz FK Krasznodar csapatának lett a labdarúgója. A klubnál eltöltött időszaka alatt a bajnokságban 6 mérkőzésen egy gól, míg a kupában egy mérkőzés 1 gól lett a statisztikája. 2014 júniusában félévre aláírt a kazah Kajrat Almati együtteséhez. 2014-ben és 2015-ben megnyerték a kupát, majd 2015 nyarán 2 évvel meghosszabbították a szerződését. A klubnál töltött időszaka alatt 2015-ben és 2016-ban is gólkirályi címet szerzett.
2018. február 5-én csatlakozott a kínai BG csapatához.

### Válogatottban
2010. május 20-án debütált az elefántcsontparti U23-as labdarúgó-válogatottban a 2010-es Touloni Ifjúsági Tornán a Kolumbia U23-as válogatott ellen, amelyen duplázott. A döntőben a Dán U23-as válogatott ellen 3–2-re nyertek, amelyen elhódították a kupát.

## Sikerei, díjai

### Klub
- Kayseri Erciyesspor
  - Török másodosztály bajnok: 2013
- Kajrat Almati
  - Kazah kupa: 2014, 2015, 2017
  - Kazah szuperkupa: 2016, 2017

### Válogatott
- Elefántcsontpart U23
  - Touloni Ifjúsági Torna: 2010

### Egyéni
- Marokkói bajnokság gólkirálya: 2009
- Török másodosztály gólkirálya: 2013
- Kazah bajnokság gólkirálya: 2015, 2016, 2017

## Külső hivatkozások
- Gerard Gohou adatlapja a Türkischen Fußballverbandes oldalon (angolul)
- Gerard Gohou adatlapja a Transfermarkt oldalon (angolul)